# Журавель японський
Журавель японський (Grus japonensis) — птах родини журавлевих, що мешкає на Далекому Сході і в Японії. Рідкісний вид, його загальна чисельність оцінюється в 1700—2000 особин. Перебуває під загрозою повного зникнення та охороняється міжнародним і національним законодавствами.

## Опис

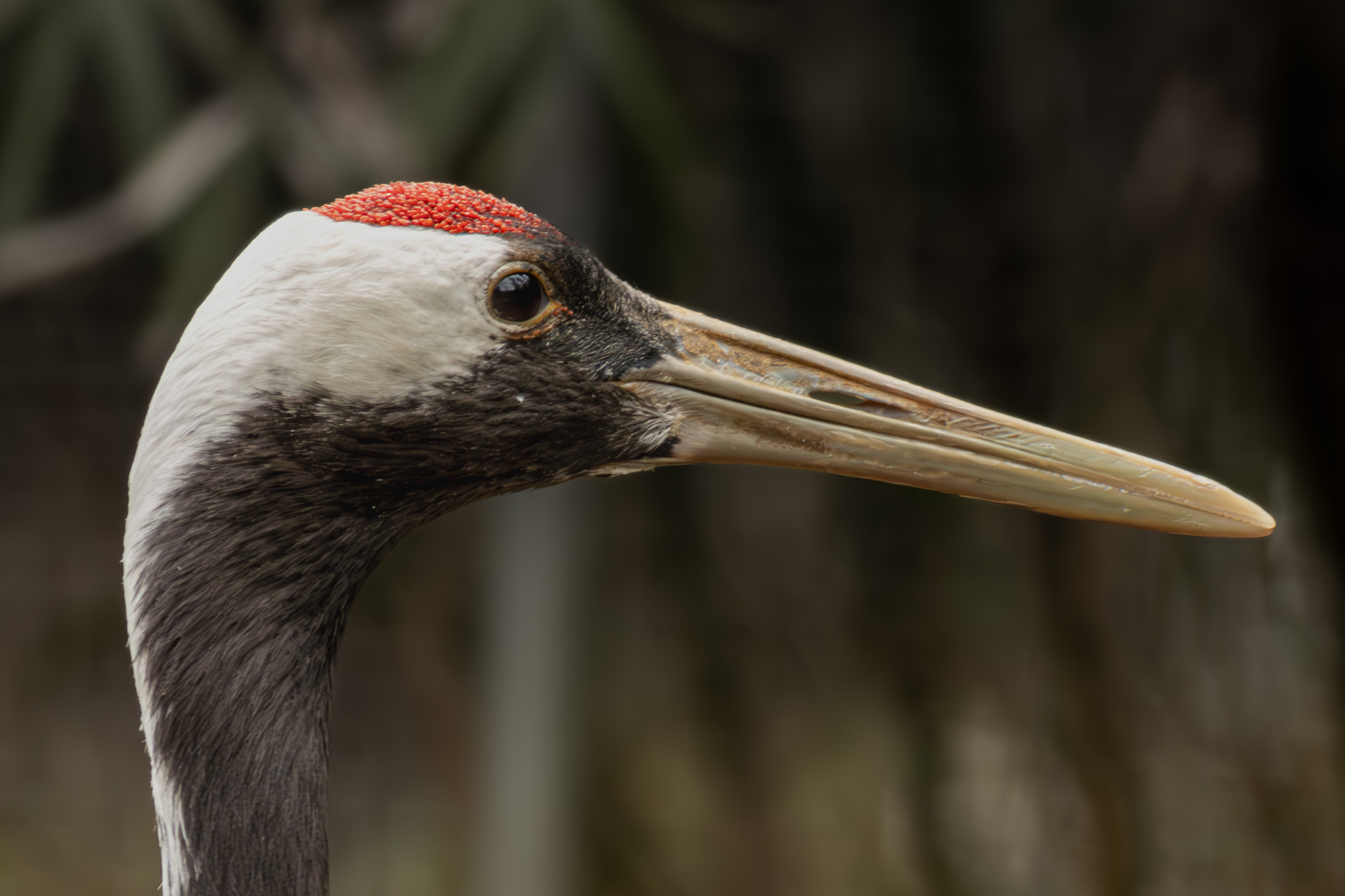
Голова зблизька

Один з найбільших журавлів, його зріст становить близько 158 см, а вага 7,5 кг. Більша частина оперення, включаючи пір'я, що покриває крила (відмінна ознака від інших видів) яскраво-біле. У дорослих птахів у верхній і передній частині голови пір'я відсутнє, шкіра в цьому місці має яскраво-червоний відтінок. Від очей до потилиці й далі на шиї є широка біла смуга, яка різко контрастує з чорним кольором шиї. Райдужна оболонка очей чорна. Ноги темно-сірі. Статевий диморфізм (видимі відмінності між самцем та самицею) в забарвленні не виражений, але самці виглядають дещо більшими.
Молоді журавлі виглядають трохи інакшими — їхнє оперення має суміш білих, рудих, світло-коричневих та світло-сірих тонів. Шия має пір'я від світло-сірого до темно-коричневого забарвлення, а махові пір'їни другого порядку блідо-чорні або коричневі. Махові пір'їни першого порядку білі з чорними кінцівками. Ділянки голої шкіри на голові відсутні.
Підвидів не утворює.

## Поширення

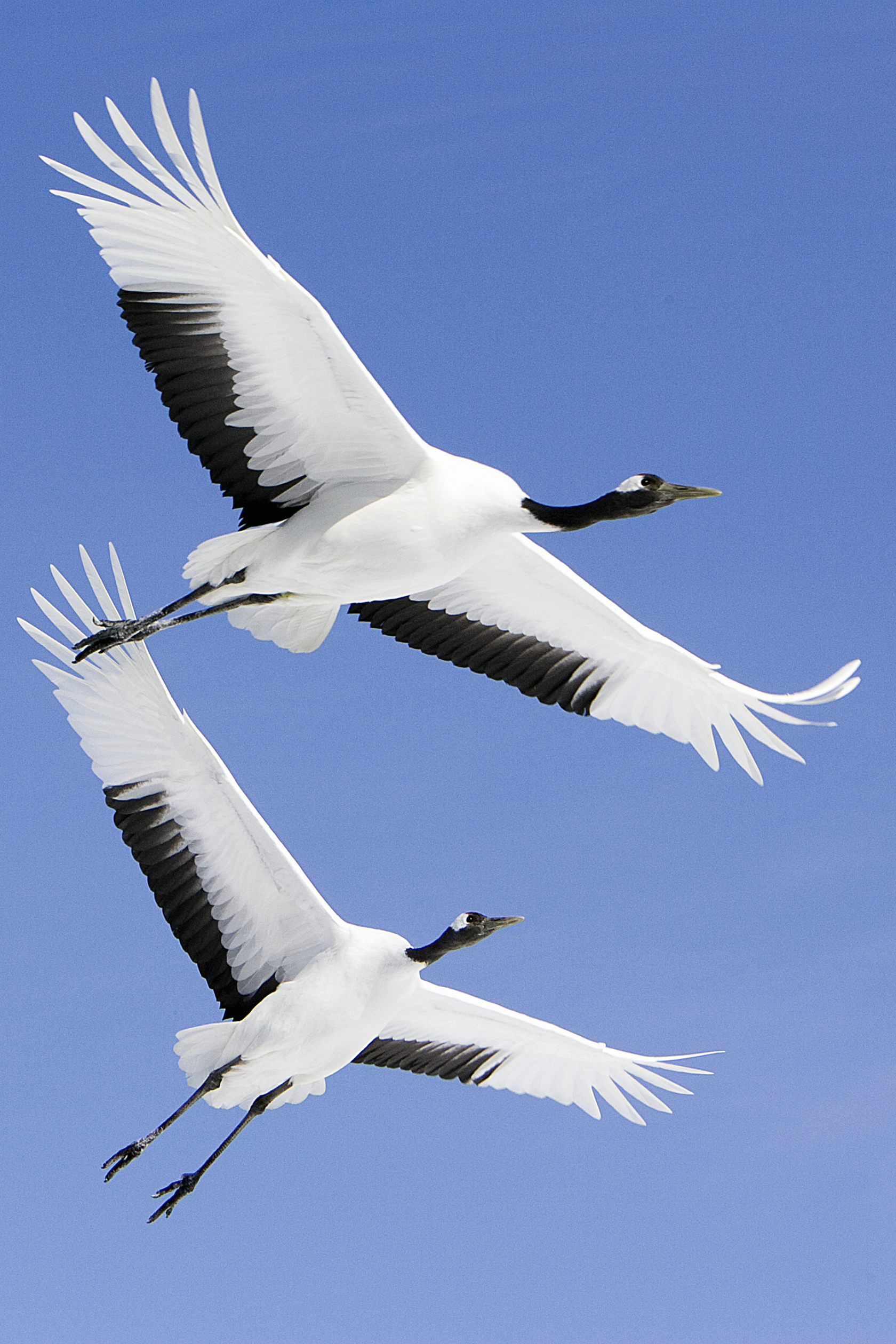
Японський журавель у польоті

Природний ареал охоплює 84 тис. км² і повністю обмежений Далеким Сходом та Японією. Розрізняють дві відокремлені популяції цих птахів, одна з яких умовно називається «острівна» і веде осілий спосіб життя на сході японського острова Хоккайдо та південних Курильських островах; а друга популяція, «материкова», гніздиться в басейнах річок Амур та Уссурі і на північ від озера Болонь на території Росії, а також на північному заході Китаю вздовж кордону з Монголією. Крім того, є відокремлена природна ділянка, де гніздяться журавлі на території Національного природного заповідника Шуантай Хекоу (англ. Shuangtai Hekou Nature Reserve) у східній китайській провінції Ляонін. Материкова популяція в зимовий час мігрує на Корейський півострів до басейну р. Чхорвон. Ця область лежить у демілітаризованій зоні між Північною та Південною Кореєю і на східному узбережжі Китаю.
Сильно залежить від джерел води. Гніздиться в низинних заболочених долинах річок з великою кількістю осоки, куничника (Calamagrostis) або очерету (Phragmites communis), улоговинах озер, вологих луках з добрим проглядом. На відміну від інших азійських видів журавлів, воліє влаштовувати гніздо поблизу від достатньо глибоких ділянок води. Ще однією необхідною умовою є наявність нерухомої мертвої рослинності. Уникають ділянок після пожежі. Під час розмноження сильно чутливий до присутності людини й уникає поселень, доріг і районів, що зазнали господарської діяльності.
Під час зимового періоду годується на рисових та пшеничних полях, в прибережних солончакових болотах, прісноводних заболочених територіях, в естуаріях річок.

## Розмноження

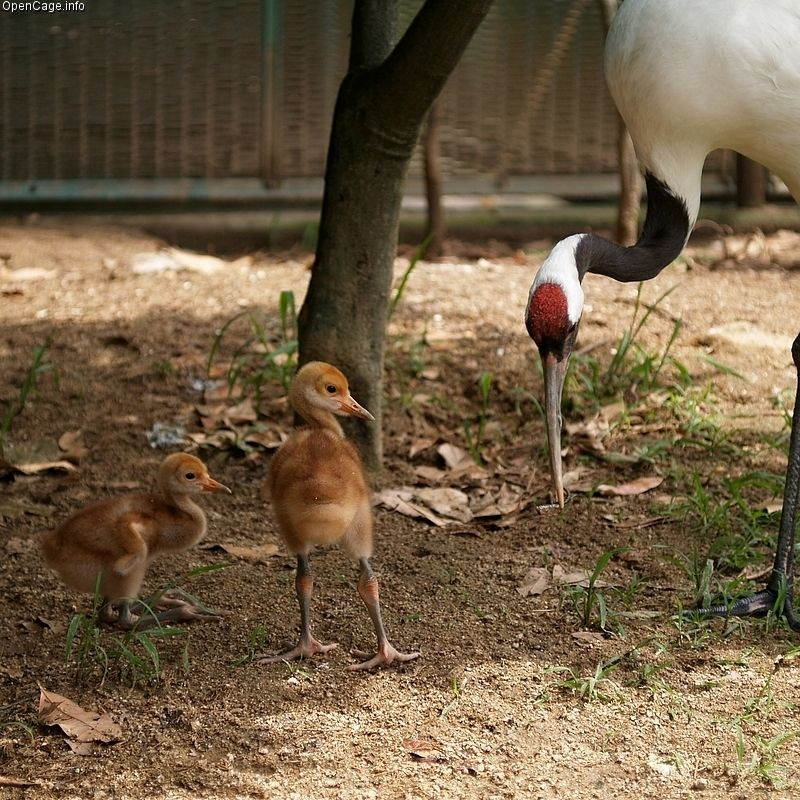
Японський журавель із пташенятами

Як і в інших видів журавлів, пара відзначає свій союз спільним характерними звуками, які зазвичай видаються із закинутою головою та піднятим вертикально вгору дзьобом та являє собою низку складних протяжних мелодійних звуків. При цьому самець завжди розправляє крила, а самиця тримає їх складеними. Першим починає кричати самець, самиця на кожний вигук самця відповідає двічі. Залицяння супроводжується характерними журавлиними танцями, які можуть складатися з підстрибувань, перебігань, ляскань крилами, підкидань пучків трави та нахилів.
До місця гніздування перелітні журавлі прибувають наприкінці березня — початку квітня. Щільність гніздування різна залежно від території, в середньому одна пара займає площу 4—12 км² у Приамур'ї, 0,7—7,8 км² на Хоккайдо та близько 2,6 км² у Китаї. Ділянка для майбутнього гнізда вибирається з урахуванням наявності води глибиною 10—50 см, болотистої місцевості, достатку високої (0,3—2 м) сухої стоячої трави, придатної для будівництва гнізда, гарного огляду та відсутності поблизу слідів людської діяльності. Основну функцію з охорони гнізда бере на себе самець.
Самиця зазвичай відкладає два яйця. У китайській провінції Ляонін яйця зазвичай відкладаються 10—13 квітня, тоді як у Приамур'ї 16—22 квітня. Інкубаційний період становить від 29 до 34 днів. На відміну від інших видів журавлів пташенята неагресивні по відношенню один до одного і, зазвичай, виживають обидва. Пташенята починають літати приблизно через 95 днів.

## Живлення

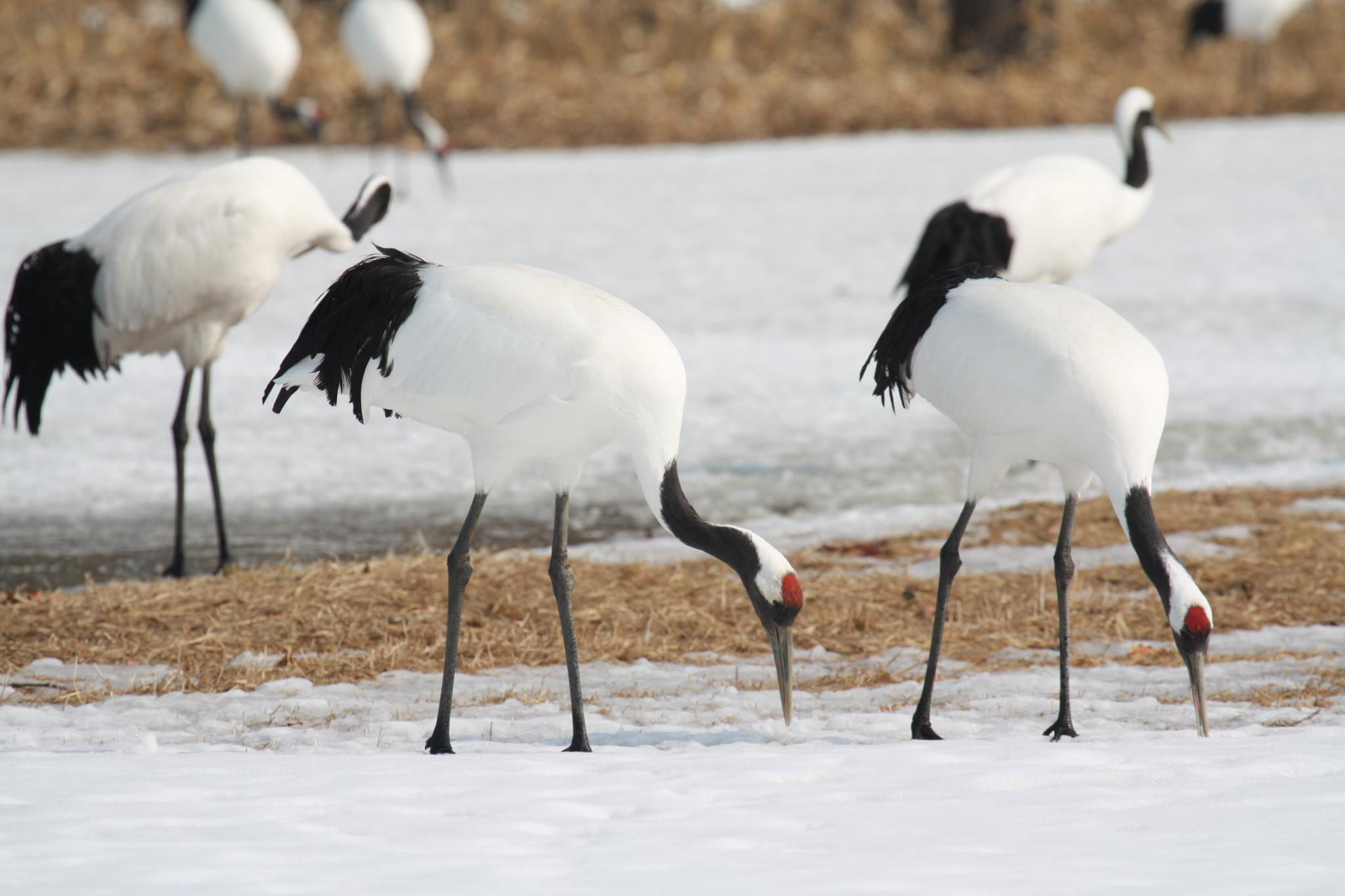
На снігу у Хоккайдо, Японія

Японські журавлі всеїдні, але все ж в їхньому раціоні переважає тваринна їжа. Мають достатньо широкий діапазон живлення, споживаючи в їжу бруньки, пагони та кореневища болотних рослин; зерна рису, пшениці та кукурудзи; водних комах (рисова кобилка Oxia chinensis, водолюб Hydrous dauricus, водяний клоп Diplonischus major); молюсків (уссурійська живородка Cipangopaludina ussuriensis); земноводних (бура жаба); рибу (карась китайський Carrasius auratus), амурський в'юн Misgurnus anguillicaudatus, Percottus glenni) та дрібних гризунів (велика полівка Microtus fortis).

## Загрози та охорона
Журавель японський вважається другим за малочисельністю видом журавлів після американського. Протягом XX століття чисельність цих птахів коливалася — вважають, що вона досягла критичної позначки в роки Другої світової війни. Нині вид перебуває під загрозою вимирання та включений до списків Міжнародної Червоної Книги та Червоної Книги Росії, а також перебуває під забороною міжнародної торгівлі (Список CITES).
Основним фактором, що обмежує популяцію цього виду залишається деградація та сільськогосподарське освоєння земель, придатних для відтворення. Зменшення площі під гніздування викликано штучною меліорацією, будівництвом дамб, відведенням земель під насадження. Існує потенційна небезпека збройного конфлікту між Північною та Південною Кореєю, який у разі виникнення неминуче негативно позначиться на чисельності журавлів.

## Галерея

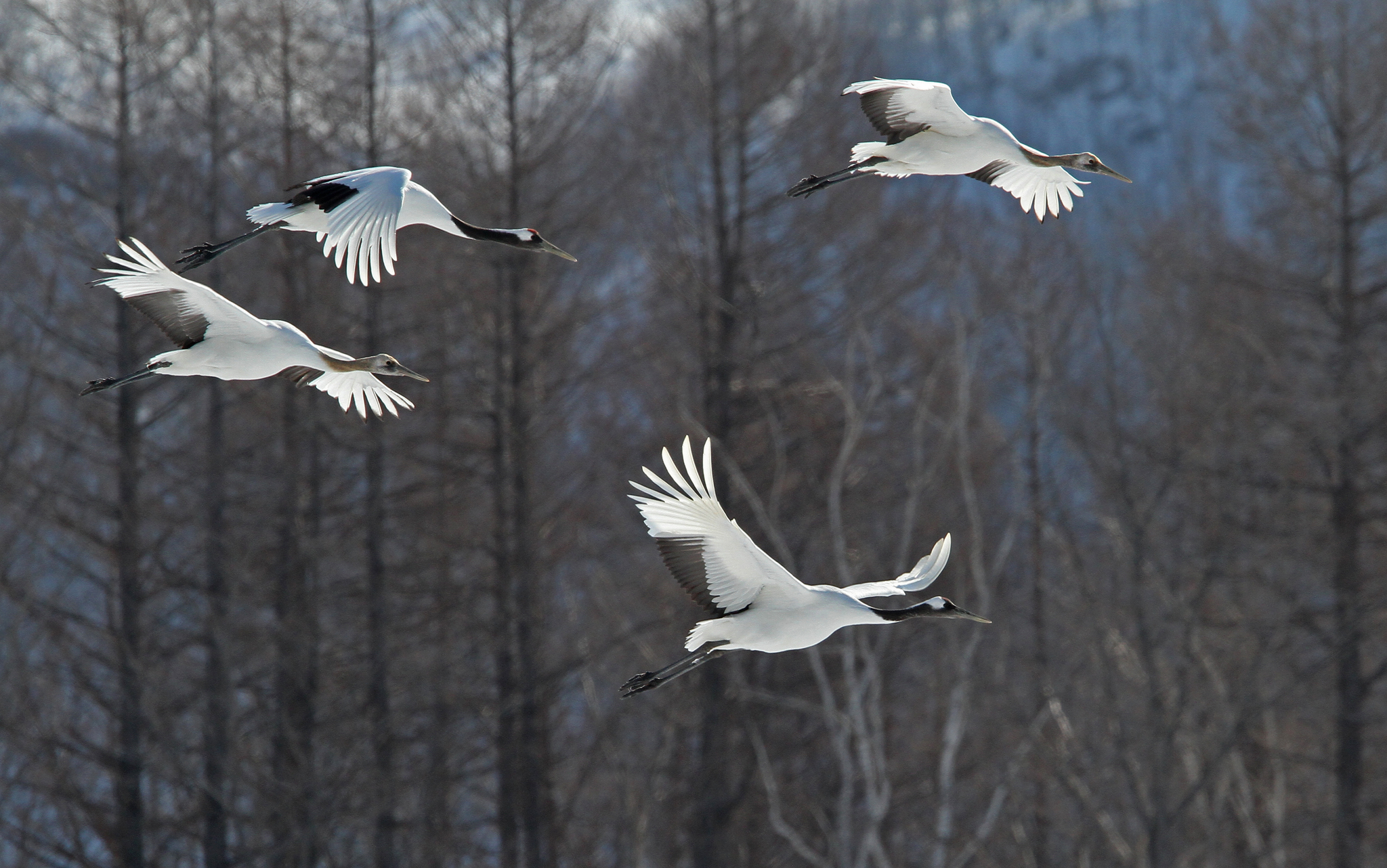
У польоті
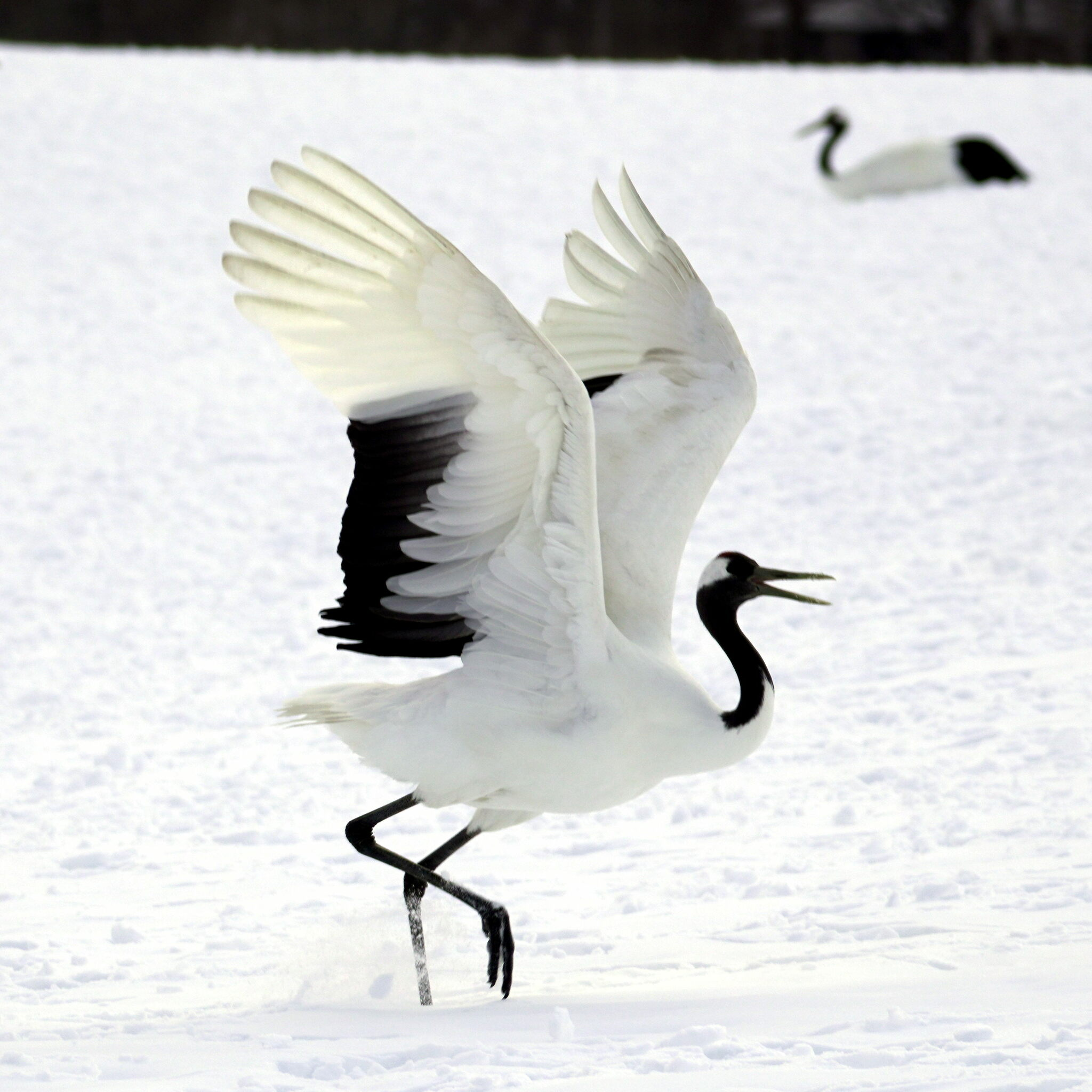
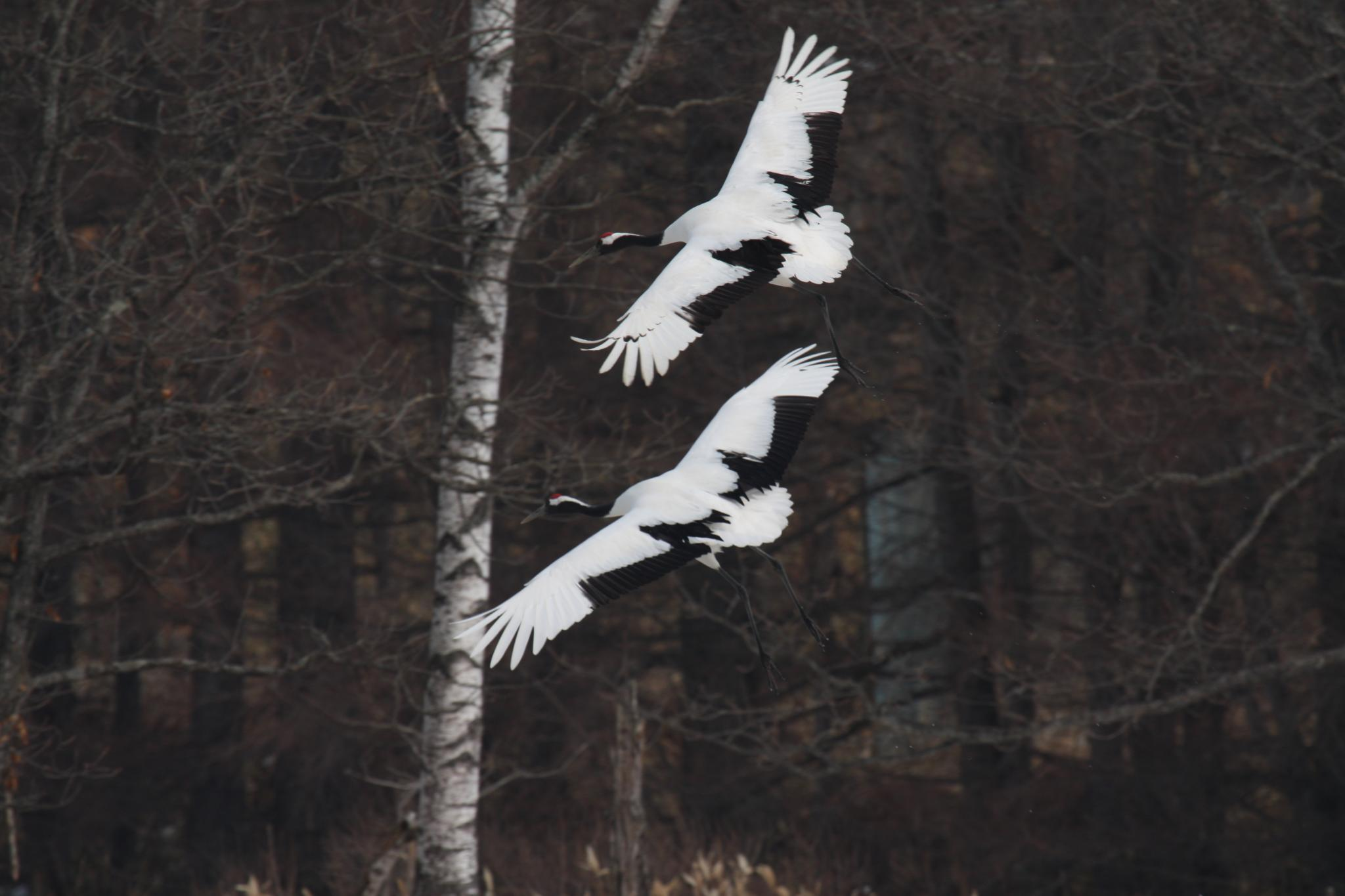
Зі спини
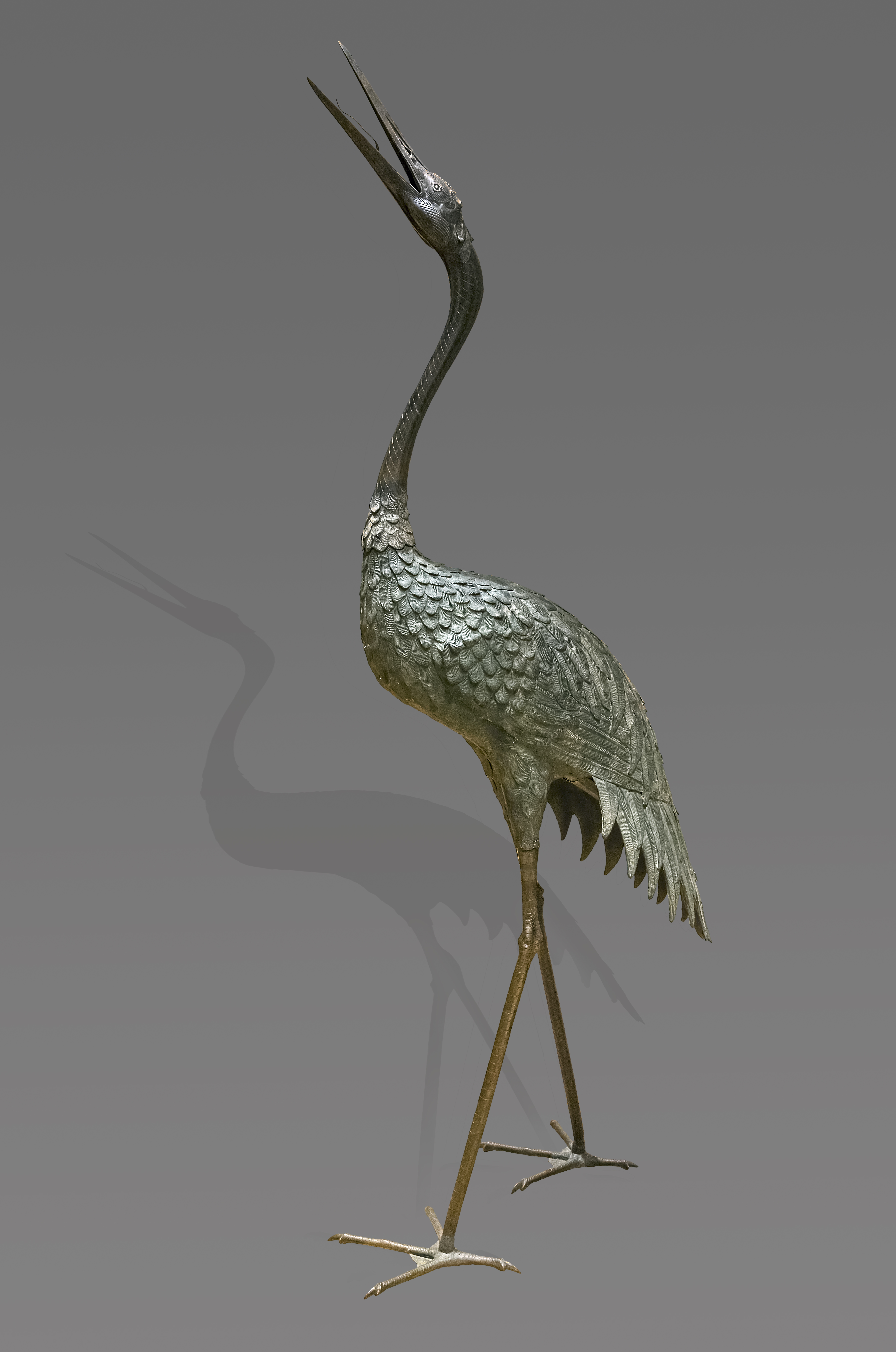
Японський журавель, колекція музею Жоржа Лабіта, бронза, 150 см, кінець епохи Едо
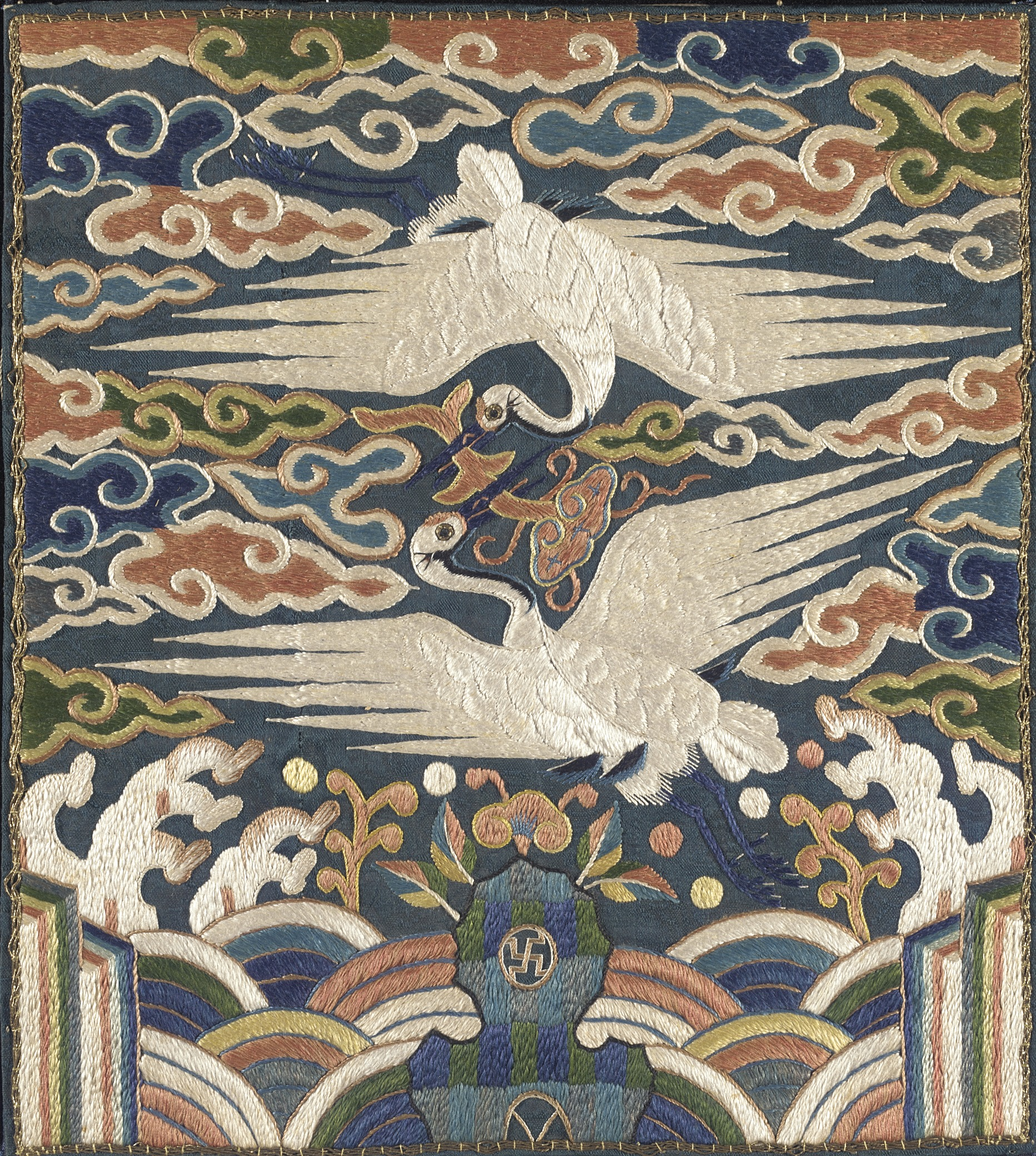
Буфан, Корея, династія Чосон, друга половина XIX ст.